# Ritratto di Pietro Aretino
Il Ritratto di Pietro Aretino è un dipinto a olio su tela di Tiziano realizzato nel 1521 e conservato a Milano nella collezione Luigi Koelliker.

## Storia
Il dipinto venne datato intorno al 1511 e 1512 seguendo le opere di Giovanni Bellini che fu il primo maestro dell'artista veneziano, grazie alla raffigurazione delle pieghe dell'abito. La certezza dell'assegnazione a Tiziano la si deve all'incisione del 1649 eseguita da Francesco Van Den Wngarde, che riporta la scritta «Vera effigie del poeta Pietro Aretino cavato da Titiano suo Amichissimo» poi conservata nella raccolta di Johann e Jacom Van Verk.
Il dipinto risulta presente sul mercato londinese dove risulta eseguito da un giovane Tiziano, risulterebbe proveniente dalla collezione del cardinale Antoni Despuig nei primi anni dell'Ottocento passando poi a Maiorca dove venne messo all'asta il 25 maggio 1999 da Christie's Iberica indicato come opera del Moretto. Sarà poi Vittorio Sgarbi a indicare “impropria” l'assegnazione del bresciano.

## Descrizione e stile
Il dipinto raffigura Pietro Aretino, poeta originario di Arezzo della prima metà del Cinquecento, che visse dal 1527 nella città lagunare. Il ritratto si presenta con un raglio inedito, laterale. Il poeta, tanto amico di Tiziano è raffigurato in una situazione assorta, assente, portando il tema dell'opera al “pensiero” quale protagonista, quindi più importante della fisionomia stessa del soggetto, anche se la veridicità della raffigurazione con i particolari delle basette e dell'orecchio vogliono raccontare anche l'uomo, e il sentimento che lega i due personaggi. Il dipinto è la rappresentazione di pienezza simbolica dei sentimenti.
Pietro Aretino è raffigurato in abiti eleganti, dal mantello in raso blu si libera il polsino della camicia, mentre in fianco vi è parte di un tronco spezzato dove rimane attaccato un ramo d'edera.